# Serra do Acarí
A Serra do Acari ou Montanhas Acari são uma cadeia de montanhas na fronteira entre Brasil e Guiana, com a localização aproximada em 1° 45′ N, 57° 30′ O. A serra orienta-se na direção geral de leste a oeste, entre o município brasileiro de Oriximiná, no Estado do Pará, e a região de Berbice Oriental-Corentyne, na Guiana. O ponto mais alto do Pará é uma elevação sem nome na Serra do Acari, a 1906 metros de altitude. Um dos picos localiza-se nas proximidades de 01º 16' 28 N, 58º 39' 48' W, a 979 metros de altitude segundo o Google Earth.